# Scyliorhinus stellaris
El alitán (Scyliorhinus stellaris) es una especie de elasmobranquio carcarriniforme de la familia Scyliorhinidae común en el litoral europeo y del Norte de África.

## Características

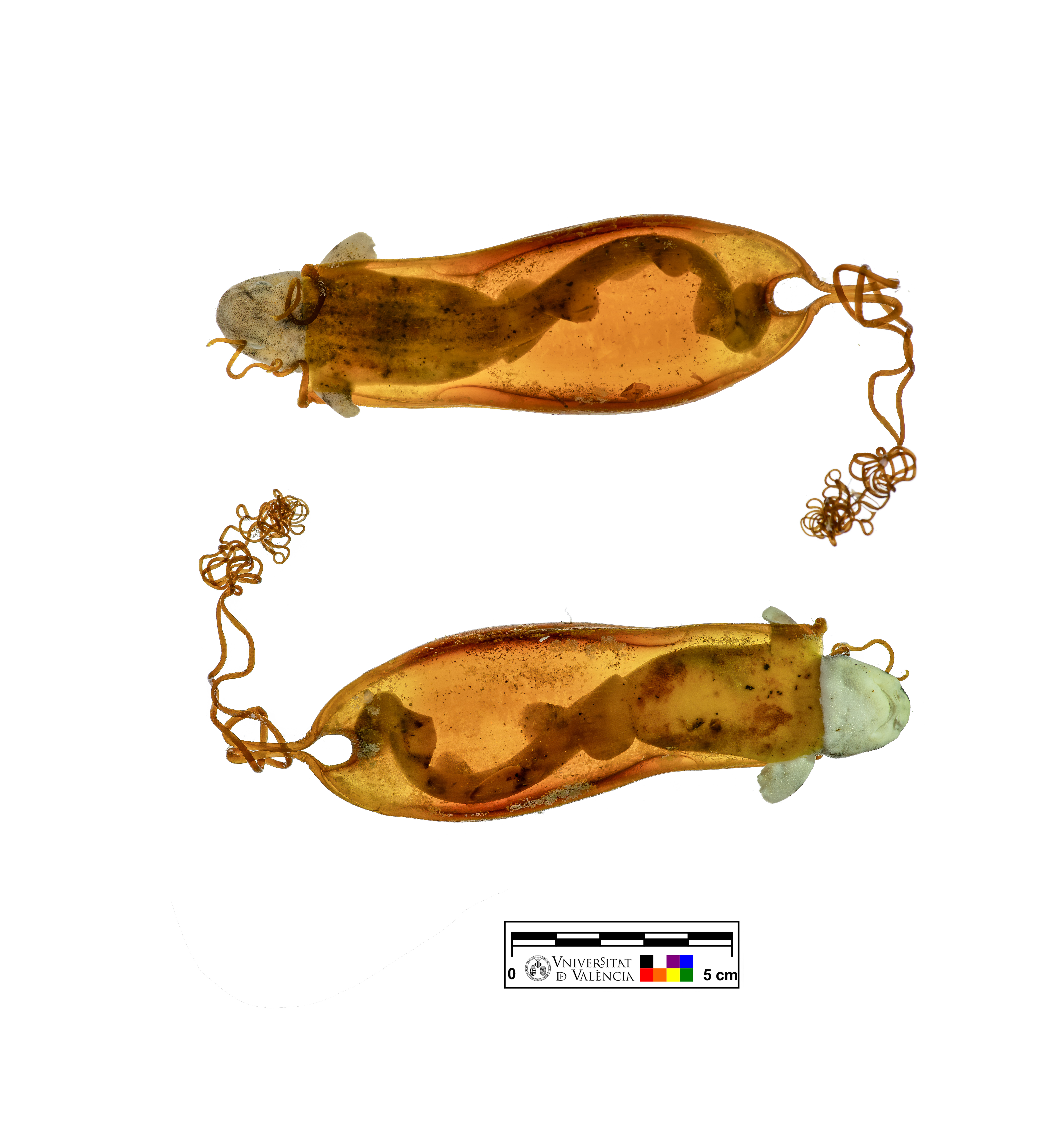
Ejemplar de Aliatan saliendo del huevo. Museo de la Universitat de València de Historia Natural.

Es un pequeño tiburón amarillento de piel áspera con pintas circulares de color pardo oscuro. Su cuerpo alargado, que puede sobrepasar el metro de longitud, se estrecha hacia la cola. Los dos pliegues nasales no alcanzan la boca, lo que lo diferencia de la pintarroja.

## Historia natural
Animal de hábitos nocturnos, habita fondos rocosos y se alimenta de crustáceos, moluscos y cefalópodos.

## Distribución
Nordeste del Atlántico: de Shetland (raro), sur de Escandinavia e islas británicas hasta Marruecos, incluido el Mediterráneo. La distribución hacia el sur es incierta.